# حنا ناصر
حنا موسى حنا ناصر أكاديمي وسياسي فلسطيني؛ ولد في يافا، حصل على شهادة الماجستير في الفيزياء من الجامعة الأمريكية في بيروت في 1962 وعلى درجة الدكتوراه في الفيزياء النووية من جامعة بيردو في الولايات المتحدة. وكان حنا ناصر رئيس لفترة طويلة لجامعة بيرزيت، التي أسسها والده موسى ناصر الذي كان قد تخرج أيضًا من الجامعة الأمريكية في عام 1914. وقد ساهم حنا ناصر بتحويلها من كلية للمجتمع إلى جامعة معترف بها. في نوفمبر عام 1974 تم نفيه من قبل السلطات الإسرائيلية. استمر حنا ناصر كرئيس لجامعة بيرزيت من المنفى وكانت الإدارة تذهب لزيارته بانتظام في عمان لبحث القرارات الكبرى.

## حياته
عمل ناصر في اللجنة التنفيذية لمنظمة التحرير الفلسطينية بين عامي 1981 و1984 وشغل منصب رئيس الصندوق القومي الفلسطيني بين عامي 1982 و1984. وسمح لناصر، جنباً إلى جنب مع 29 من المنفيين الاخريين، للعودة إلى الضفة الغربية في مايو 1993. وكان لا يزال رئيساً لجامعة بيرزيت حتى تقاعده في عام 2004. في عام 2002 تم تعيينه من قبل ياسر عرفات رئيساً للجنة الانتخابات المركزية والتي كانت مسؤولة عن الانتخابات الرئاسية في الأراضي الفلسطينية. استمر في رئاسة اللجنة حتى 20 أبريل 2024؛ حيث أعاد الرئيس الفلسطيني محمود عباس تشكيل اللجنة برئاسة رامي حمد الله.
ناصر يحمل العديد من الألقاب الفخرية بما في ذلك وسام جوق الشرف الفرنسية وفخرية دكتوراه من الجامعة الأمريكية في القاهرة.